# Национални строј
Национални строј је била тајна неонацистичка организација у Србији основана 2004. године. Сама организација је себе дефинисала као „политичку организацију пропагандно-едукативног карактера чији се поглед на свет заснива на идеји националне слободе, социјалне правде и расног идентитета“. Као вођа организације у медијима се најчешће помињао Горан Давидовић, студент историје из Новог Сада. Национални строј никада није уписан у регистар удружења или политичких партија те је од оснивања деловао као нерегистрована организација. Републичко јавно тужилаштво је 14. октобра 2008. поднело Уставном суду Србије захтев за забрану Националног строја и као разлог навело да се ради о „тајној политичкој странци (организацији) чије је деловање усмерено на изазивање расне и националне мржње“. Уставни суд је, поступајући по овом захтеву, на седници одржаној 2. јуна 2011. установио да је Национални строј тајно удружење чији је облик удруживања забрањен одредбама члана 55. Устава Србије, и сходно томе, забранио је деловање ове организације као и ширење њених програмских циљева. Такође, уставни суд је забранио упис организација са истим називом и/или програмским циљевима у одговарајући регистар и позвао државне и друге органе да предузму мере за спровођење одлуке суда.

## Визуелни идентитет
Национални строј је као свој грб користио грб Србије за време немачке окупације у Другом светском рату, када је Србијом управљала Влада генерала Милана Недића.

## Антисемитизам
На свом сајту, чланови Националног строја истицали су антисемитске поруке у виду спискова Јевреја који су бомбардовали Србију, како они наводе. На тим листама су се нашли између осталог и Мадлен Олбрајт, Тони Блер и Весли Кларк.

## Забрана
Иако Национални строј никада није био званично регистрован, Уставни суд Републике Србије је забранио ову организацију 2. јуна 2011. године. Након изрицања одлуке, убрзо је и угашен њихов веб-сајт. Претпоставља се да је Национални строј, као и остале организације сличног карактера, након забране наставио са илегалним деловањем.

## Контроверзе
Национални строј је негирао да је Горан Давидовић њихов вођа, иако је он касније објавио књигу под називом Случај национални строј.